# Titus Muizelaar
Maarten Maria (Titus) Muizelaar (Amsterdam, 8 mei 1949) is een Nederlands acteur en regisseur. In 1984 won hij de Arlecchino voor beste acteur in het stuk Über die Dörfer van zijn eigen theatergroep Maatschappij Discordia. Ook is hij veel te zien in verschillende tv-series. Tevens is hij enige tijd gedeeld artistiek leider geweest bij Toneelgroep Amsterdam, samen met Gerardjan Rijnders en werd hij later directielid. Thans is hij freelance acteur.

## Leven
Na zijn onvoltooide opleiding aan de Toneelacademie Maastricht in 1971, waarvan hij wordt weggestuurd, speelt hij bij verschillende theatergroepen. In 1983 richt hij samen met Jan Joris Lamers de theatergroep Maatschappij Discordia op. Met een van hun eerste stukken, Über die Dörfer, wint Titus Muizelaar direct een Arlecchino. Na twee jaar verlaat hij Discordia weer en werkt hij verder als freelance-acteur. In 1987 wordt hij door Gerardjan Rijnders gevraagd te komen spelen voor de pas opgerichte Toneelgroep Amsterdam. Maar hij besluit weer verder te gaan met Discordia en speelt af en toe mee met de Toneelgroep Amsterdam totdat hij in 1992 gedeeld artistiek leider wordt van de Toneelgroep Amsterdam, samen met Gerardjan Rijnders. In 1995 treedt hij toe tot de directie van de toneelgroep en is hij de initiator van de Toneelfabriek. Vanaf 2000 trekt hij zich terug als artistiek leider ten behoeve van Ivo van Hove, hij blijft acteren en wordt de vertegenwoordiger van de acteurs bij de directie. In 2004 vertrekt hij bij de Toneelgroep Amsterdam om na een kort uitstapje bij Het Toneelhuis Antwerpen weer als freelance-acteur verder te gaan.
Titus Muizelaar had een relatie met actrice en regisseuse Adelheid Roosen.

## Werken

### Film
- Ongedaan Gedaan (1989)
- De deur van het huis (1985)
- Spelen of Sterven (1990)
- Passagiers (1990)
- Rooksporen (1992)
- Oude Tongen (1994)
- De Jurk (1996)
- Advocaat van de Hanen (1996)
- De man met de hond (1999)
- Missing Link (1999)
- Ik ook van jou (2001)
- Lulu (2005)
- Crepuscule (2009)
- Vlees (2010)

### Televisie
- Waaldrecht afl. Jubileum (1973)
- Vijf minuten bedenktijd (1984)
- Oog in oog afl. De dikke man (1991)
- Suite 215 afl. Twaalf (1992)
- Verhalen van de straat afl. Tussen hemel en aarde (1993)
- Seth & Fiona afl. Tante Doris (1994)
- Pleidooi afl. #2.1 (1994)
- Het jaar van de opvolging (1998)
- De keerzijde afl. Aan je brood ligt het niet (1998)
- Baantjer afl. De Cock en de moord in de schoolbanken (1998)
- Retour Den Haag (1999)
- Russen afl. Vriendendienst (2000) en Het Eerste Lijk (2000)
- All Stars afl. Fluitvader (2001)
- Het achterland (2001)
- Drijfzand (2004)
- Grijpstra & de Gier afl. Blinde ambitie (2004)
- On Stage (2005)
- Enneagram reeks afl. Bruno & Violet (2005)
- Keyzer & De Boer Advocaten afl. De zorgleerling (2005)

### Theater (als acteur)
- Serie New telephone plays: Nummer 0: Am Ziel (1982) Maatschappij Discordia
- Serie New telephone plays: Nummer 3: Rijm (1982) Maatschappij Discordia
- Serie New telephone plays: Nummer 1: Uit den vreemde (1982) Maatschappij Discordia
- Serie New telephone plays: Nummer 4: Enigma (1982) Maatschappij Discordia
- An ideal husband (1983) Maatschappij Discordia
- The Tempest (1983) Maatschappij Discordia
- Über die Dörfer (1983) Maatschappij Discordia
- Footfalls, Ohio Impromptu, Rockabye (1983) Maatschappij Discordia
- Mercedes (1984) Maatschappij Discordia
- Der Schein trügt (1984) Maatschappij Discordia
- Love's Labour's Lost (1984) Maatschappij Discordia
- The philanderer (1985) Maatschappij Discordia
- Der Menschenfreund (1985) Maatschappij Discordia
- Hamlet (1987) Maatschappij Discordia
- 200 jaar toneel - ter gelegenheid van 200 jaar Felix Meritis (1987)
- Sardou (Diverçons nous?, A Woman of No Importance, Mrs. Warren’s profession) (1987) Maatschappij Discordia
- Claus/Scribe (1988) Maatschappij Discordia
- Bouwmeester Solness (1988) Maatschappij Discordia
- Titus, geen Shakespeare (1988-1989) Toneelgroep Amsterdam
- Tulpen vulpen (1988-1989) Toneelgroep Amsterdam
- Der Schein trügt (1989) Maatschappij Discordia
- Op de hellingen van de Vesuvius (1989) Maatschappij Discordia
- Oom Wanja (1989) Maatschappij Discordia
- Am Ziel (1989) Maatschappij Discordia
- Ballet (1989-1990) Toneelgroep Amsterdam
- Zestien scènes (1990) Maatschappij Discordia
- Dodendans (1991) Maatschappij Discordia
- Measure for Measure (1991) Maatschappij Discordia
- Twelfth Night (1991) Maatschappij Discordia
- Zestien scènes II. De nieuwe revue: voor de oorlog (1991) Maatschappij Discordia
- Vogel zonder veren (1991) Maatschappij Discordia, tekst: Matin van Veldhuizen
- Het rad van de geschiedenis. Der Theatermacher (1991) Maatschappij Discordia
- De Tasso (1991) Maatschappij Discordia
- Wanneer wij doden ontwaken (1991-1992) Toneelgroep Amsterdam
- Liefhebber (1991-1992) Toneelgroep Amsterdam
- Variété (1991-1992) Toneelgroep Amsterdam
- Count your blessings (1992-1993) Toneelgroep Amsterdam
- Bergtaal / Party time / De nieuwe wereldorde (1992-1993) Toneelgroep Amsterdam
- Sweeney's waanzin (1993-1994) Toneelgroep Amsterdam
- 3x Beckett (1994-1995) Toneelgroep Amsterdam
- In de directiekamer (1994-1995) Toneelgroep Amsterdam
- Ilias (1994-1995) Toneelgroep Amsterdam
- Timon van Athene (1994-1995) Toneelgroep Amsterdam
- Barnes' beurtzang (1995-1996) Toneelgroep Amsterdam
- 't Is geen vioolconcert (1995-1996) Toneelgroep Amsterdam
- De drang (1996-1997) Toneelgroep Amsterdam
- Een soort Hades (1996-1997) Toneelgroep Amsterdam
- Licht (1996-1997) Toneelgroep Amsterdam
- Buff (Liefhebber) (1997-1998) Toneelgroep Amsterdam
- Jorrie en Snorrie (1998-1999) Toneelgroep Amsterdam
- Oom Wanja (1998-1999) Toneelgroep Amsterdam
- Wiplala (1998-1999) Toneelgroep Amsterdam
- Hedda Hedda (1999) Maatschappij Discordia
- IJ-muiden (1999) Maatschappij Discordia/Post Productions/Toneelgroep Amsterdam
- Jeanne d'arc van de slachthuizen (global crisis jesus loves you) (1999-2000) Toneelgroep Amsterdam
- The massacre at Paris (2000-2001) Toneelgroep Amsterdam
- Macbeth (2000-2001) Toneelgroep Amsterdam
- De koopman van Venetië (2001-2002) Toneelgroep Amsterdam
- Sonic boom (2002-2003) Toneelgroep Amsterdam/Ultima Vez
- Dood van een handelsreiziger (2005) Het Toneelhuis Antwerpen
- Moeders (2005-2006) Het Toneelhuis Antwerpen
- Beats (2006) Het Toneelhuis Antwerpen
- Volk (2006) Het Toneelhuis Antwerpen
- Titus, geen Shakespeare (2006) The Glasshouse
- Wuivend Graan (2007) Hummelinck Stuurman
- Surrender (2008) The Glasshouse
- Wat Nu Weer (2009)
- Smeer of de weldoener des vaderlands (2009) tekst: Jan Arends
- Ko! (2009-2010) Stichting Beeldenstorm (over Ko van Dijk)
- Shakespeare's Strandfeest (2010) Het Zuidelijk Toneel
- Eclips (2010) The Glasshouse
- De Meeuw (2010) The Glasshouse/Produktiehuis Brabant
- Hoogwater voorheen Laagwater (2015)[1] Veenfabriek & Adelheid|Female Economy
- Een soort Hades (2015) Theater Utrecht

### Theater (als regisseur)
- Wanneer wij doden ontwaken (1991-1992) Toneelgroep Amsterdam
- Mooi weer vandaag (1992-1993) Toneelgroep Amsterdam
- Bergtaal / Party time / De nieuwe wereldorde (1992-1993) Toneelgroep Amsterdam
- Cocktail'' (1993-1994) Toneelgroep Amsterdam
- Elisabeth II (1993-1994) Toneelgroep Amsterdam
- Maanlicht (1993-1994) Toneelgroep Amsterdam
- Maria doet de was (1993-1994) Toneelgroep Amsterdam
- Ilias (1994-1995) Toneelgroep Amsterdam
- Een subtiel evenwicht (1994-1995) Toneelgroep Amsterdam
- De miraculeuze come-back van Mea L. Loman (1995-1996) Toneelgroep Amsterdam
- Prometheus (1995-1996) Toneelgroep Amsterdam
- Streetcar (1995-1996) Toneelgroep Amsterdam
- Ashes to ashes (1996-1997) Toneelgroep Amsterdam
- Kroonjaar (1996-1997) Toneelgroep Amsterdam
- Herakles (1997-1998) Toneelgroep Amsterdam
- Oom Wanja (1998-1999) Toneelgroep Amsterdam
- Mooi weer vandaag (remake) (1999-2000) Toneelgroep Amsterdam
- Orestes (2000-2001) Toneelgroep Amsterdam
- Zonder titel (2000-2001) Toneelgroep Amsterdam
- Hakken () Het Toneelhuis Antwerpen
- Belgische Landschappen of Belgian Landscapes (2002-2003) Het Toneelhuis Antwerpen
- Licht ongemakkelijk (2004) Het Toneelhuis Antwerpen
- Route 66 (2007-2008) Stichting Beeldenstorm/Harry Kies Theaterprodukties
- Liefde is kouder dan de dood (2008) rZpkt
- StormISH – Who The F*** ISHakespeare? (2010) ISH
- Een Grof Sandaal (2013) Noord Nederlands Toneel en De Bende

### Luisterboeken
- Vladiwostok! door P.F. Thomése